# Rohrdommel und Wiedehopf

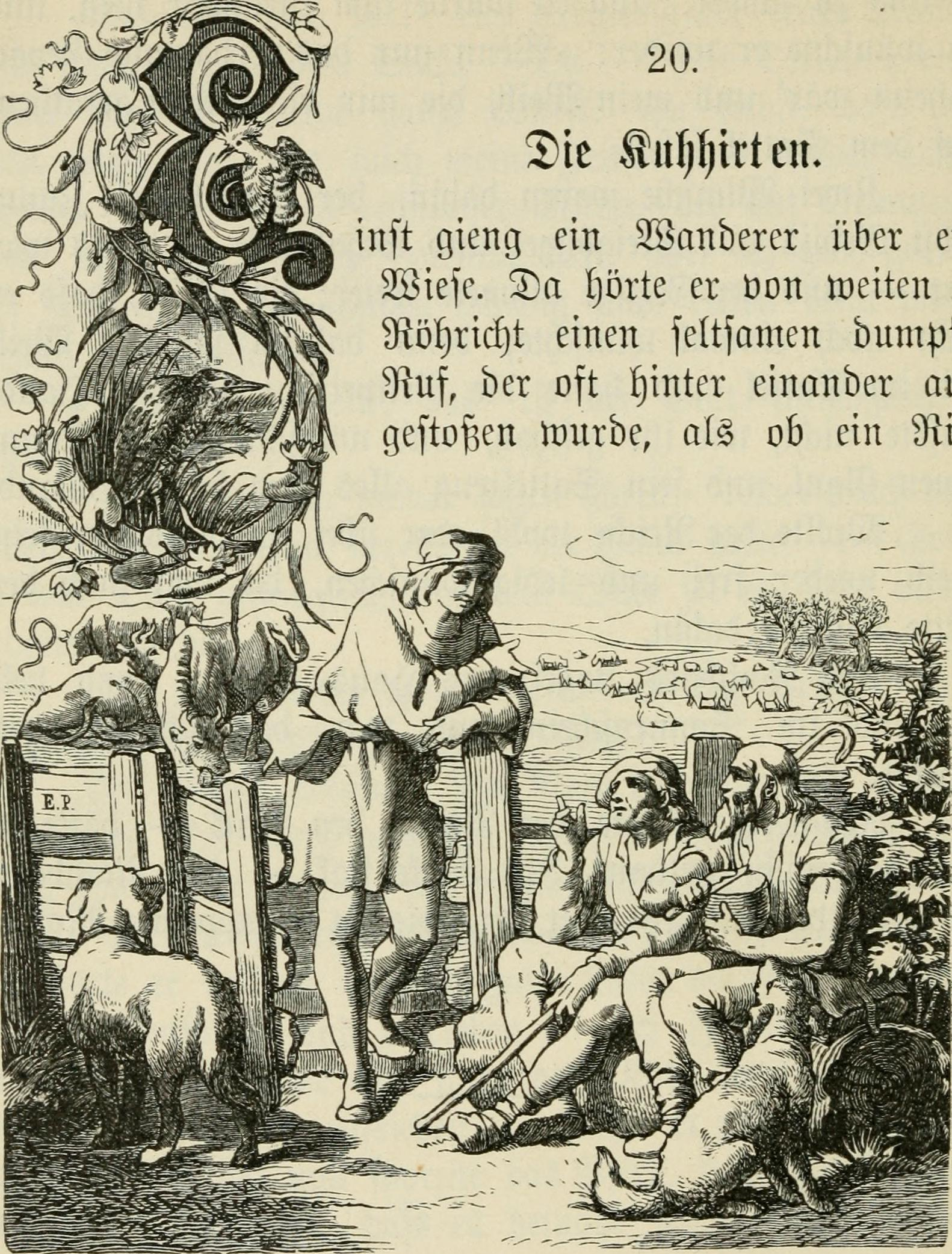
Illustration zu Bechstein, 1890

Rohrdommel und Wiedehopf ist eine Sage (ATU 236*). Sie steht in den Kinder- und Hausmärchen der Brüder Grimm ab der 4. Auflage von 1840 an Stelle 173 (KHM 173) und stammt von Johann Jakob Nathanael Mussäus, der sie 1840 als Die Kuhhirten im Jahrbuch des Vereins für meklenburgische Geschichte und Alterthumskunde veröffentlichte. Ludwig Bechstein übernahm sie nach derselben Quelle in sein Neues deutsches Märchenbuch 1856 als Die Kuhhirten (Nr. 23).

## Inhalt
Ein alter Kuhhirt erklärt, er weide die Kühe am liebsten, wo das Gras weder zu fett noch zu mager ist. Rohrdommel und Wiedehopf seien auch Kuhhirten gewesen. Der eine habe die Kühe auf fette Wiesen mit vielen Blumen getrieben, der andere auf dürre Berge. Abends wollte Rohrdommel seine übermütigen Tiere zusammentreiben: „bunt, herüm“ (bunte Kuh, herum). Wiedehopf wollte seine matten Tiere aufrichten: „Up, up, up!“ – „So gehts, wenn man kein Maß hält. Noch heute, wo sie keine Herde mehr hüten, schreit Rohrdommel 'bunt, herüm,' und der Wiedehopf 'up, up, up!'“

## Herkunft

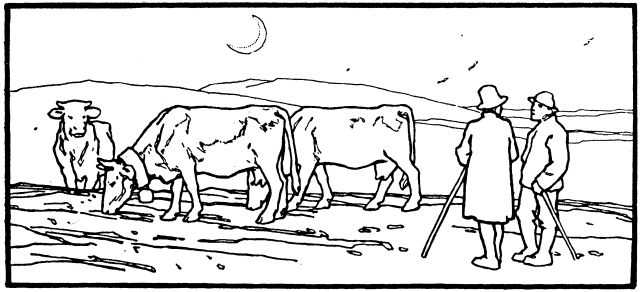
Illustration von Otto Ubbelohde, 1909

Wilhelm Grimm übernahm die Sage zusammen mit KHM 171 Der Zaunkönig und KHM 172 Die Scholle von Mussäus. In ersterem wird der Wiedehopf auch kurz erwähnt. Wie dort betont Grimm die ätiologische Erklärung zum Schluss und integriert dafür Mussäus' Schlussmoral „Nicht zu fett, und nicht zu mager!“ zu Textanfang. Zugrunde liegt auch die archaische Vorstellung der Vogelgestalt der menschlichen Seele. Vgl. KHM 9, 21, 25, 46, 47, 49, 51, 57, 69, 88, 93, 96, 123.

## Bechstein
Bechstein erzählt ausführlicher, wie ein Wanderer sich über das Geräusch wundert. Der eine Kuhhirt erzählt ihm erst eine kürzere Version: Der „Rohrtumb“, auch „Rohrtrummel“, „Ur-Rind“, „Moor-Rind“ oder „Mooskuh“, war ein fauler Knecht, der darum in einen Vogel verwandelt wurde. Aus Ärger darüber brüllt er so, damit zeigt er Regen an.